# Jane Wenham
Anna Jane Wenham Figgins (Southampton, 1927. november 26. – 2018. november 15.) angol színésznő.

## Filmjei

### Mozifilmek
- Váratlan vendég (An Inspector Calls) (1954)
- The Teckman Mystery (1954)
- Make Me an Offer (1955)

### Tv-filmek
- Who Dotes Yet Doubts (1953)
- One Man Absent (1958)
- Persuasion (1961)
- They Hanged My Saintly Billy (1962)
- Saki (1962)
- The Spread of the Eagle (1963)
- A Strauss család (The Strauss Family) (1972)
- Testament of Youth (1979)
- Anasztázia (Anastasia: The Mystery of Anna) (1986)
- A Perfect Hero (1991)

### Tv-sorozatok
- BBC Sunday-Night Theatre (1953–1956, három epizódban)
- ITV Play of the Week (1956, 1960, két epizódban)
- Saturday Playhouse (1959, egy epizódban)
- BBC Sunday-Night Play (1960, egy epizódban)
- Suspense (1960, egy epizódban)
- An Age of Kings (1960, négy epizódban)
- It Happened Like This (1963, egy epizódban)
- Sergeant Cork (1963, egy epizódban)
- Teletale (1963, egy epizódban)
- Theatre 625 (1966, egy epizódban)
- The Wednesday Play (1967, egy epizódban)
- The Sex Game (1968, egy epizódban)
- Thirty-Minute Theatre (1970, egy epizódban)
- ITV Playhouse (1970, 1979, két epizódban)
- Six Faces (1972, egy epizódban)
- Rooms (1975, két epizódban)
- Shades of Greene (1975, egy epizódban)
- Bevarrva (Porridge) (1976, egy epizódban)
- A bor nem válik vízzé (Last of the Summer Wine) (1977, egy epizódban)
- The Sunday Drama (1977–1978, két epizódban)
- General Hospital (1980, egy epizódban)
- Enemy at the Door (1980, egy epizódban)
- Bergerac (1981, egy epizódban)
- Something in Disguise (1982, két epizódban)
- Nanny (1982–1983, két epizódban)
- By the Sword Divided (1985, két epizódban)
- Black Silk (1985, egy epizódban)
- The Darling Buds of May (1991, egy epizódban)
- Old Boy Network (1992, egy epizódban)
- Inspector Morse (1992, egy epizódban)
- Downton Abbey (2010, egy epizódban)